# 마이키 (축구 선수)
미키 두스 산투스 네나타르비시우스(포르투갈어: Mike dos Santos Nenatarvicius, 1993년 3월 8일 ~ )는 브라질의 축구 선수이다. 포지션은 공격수이다. 현재 클루비 지 헤가타스 브라지우 소속이다.